# The Farmer Refuted
The Farmer Refuted, pubblicato nel febbraio 1775, fu il secondo lavoro di Alexander Hamilton. Segue il precedente A Full Vindication of the Measures of Congress del 1774.

## Contenuto
In The Farmer Refuted, Alexander Hamilton si rivolge direttamente a Samuel Seabury, il suo principale antagonista nel precedente lavoro. Seabury, scrivendo sotto lo pseudonimo "A. W. Farmer" (letteralmente "un agricoltore di Westchester"), aveva attaccato il Primo congresso continentale di Filadelfia per la sua condotta. Hamilton, definendo lo scritto di Seabury come un labyrinth of subtilty (labirinto di sottigliezze), confuta nuovamente l'accusa di Seabury nei confronti del Congresso.
Critica anche le argomentazioni di Seabury, affermando che le colonie possono opporsi agli atti del Parlamento pur rimanendo fedeli al re di Gran Bretagna. Hamilton sostiene che solo "occasionalmente" gli atti del Parlamento conferiscono autorità al re, dichiarando la sua convinzione che